# Tjärottjärnen (Bjärtrå socken, Ångermanland)
Tjärottjärnen är en sjö i Kramfors kommun i Ångermanland och ingår i Nätraån-Ångermanälvens kustområde. Sjöns area är 0,033 kvadratkilometer och den befinner sig 168 meter över havet.